# Холмский, Георгий Константинович
Георгий Константинович Холмский (1898—1962) — советский актёр и сценарист.

## Биография
Родился в 1898 году. Являлся первым директором Театра Сатиры, а также главным редактором киностудии Белгоскино. Написал ряд сценариев к кинофильмам, а также либретто первой советской оперетты «Женихи».
Скончался в 1962 году.

## Фильмография

### Актёр
- 1925 — Кирпичики

### Сценарист
- 1930 — Труп де-юри
- 1934 — Песня о счастье